# Ernst Nägeli (Schriftsteller, 1908)
Ernst Nägeli (* 13. Dezember 1908 in Mattwil; † 13. März 2006 in Frauenfeld) war ein Schweizer Mundartdichter, Redaktor und Autor.

## Leben
Ernst Nägeli wuchs als Sohn eines Landwirtes in Mattwil auf, legte die Maturität an der Kantonsschule Frauenfeld ab und studierte danach in Zürich und in Heidelberg Germanistik. 1926/1927 war er in der Verbindung Thurgovia aktiv, wo er den FDP-Grossrat und Redaktor der Thurgauer Zeitung Rudolf Huber kennenlernte.
1943 heiratete er Emmy Kreis. Zeitweise war er in Brüssel journalistisch tätig. Von 1938 bis 1978 wirkte er als Redaktor bei der Thurgauer Zeitung, wobei er das Feuilleton massgeblich mitprägte. Seine Beiträge wurden in den Thurgauer Jahrbüchern veröffentlicht. Zudem schrieb Ernst Nägeli als Thurgau-Korrespondent für die Neue Zürcher Zeitung.  
Vor allem im Sommer hielt er sich regelmässig in Salenstein auf, wo er gerne Wanderungen unternahm.
In seinen späteren Lebensjahren verfasste er zahlreiche Werke in der Mundart seiner Thurgauer Heimat. Seine Heimatverbundenheit wie seine Weltoffenheit widerspiegelten sich sowohl in seinen Texten wie auch in seiner Erscheinung und in seinem Auftreten. Seine zahlreichen Bücher erschienen alle im Verlag Huber in Frauenfeld.

## Werke
- Johann Wilhelm Simler als Dichter. Buchdr. E. Weilenmann, Uster 1936. (Diss. phil. I, Univ. Zürich).
- Stabele-Gschichte. In: Thurgauer Jahrbuch 40 (1965), S. 65–74. (Digitalisat in E-Periodica).
- Ostschweizer Reben – Ostschweizer Wein. Zeichnungen von Hanny Fries. Huber, Frauenfeld; Stuttgart 1966.
- De Schiffbruch vo Berlinge. In: Thurgauer Jahrbuch 41 (1966), S. 53–64. (Digitalisat in E-Periodica)
- Tuusig Aamer Kartüüser. Thurgauer Gschichte. Zeichnige vom Hans Leip. Huber, Frauenfeld 1968. In der Geschichte De Chilbichroom ist die Istighofer Thurbrücke verewigt.[5]
- Rose n ond Törn. Huber, Frauenfeld 1974.
- Bechtelistag. Porträts prominenter Thurgauer. Huber, Frauenfeld 1976.
- Most und Saft. Thurgauer Anekdoten. Huber, Frauenfeld 1977.
- Wasser, Wein und Himmelbett. Ein heiterer Roman. Huber, Frauenfeld 1979.
- Trischelebere. Thurgauer Geschichten. Huber, Frauenfeld 1982.
- En Chratte voll Öpfel. Neue Anekdoten aus dem Thurgau. Huber, Frauenfeld 1997.